# Severinia nigrofasciata
Severinia nigrofasciata es una especie de mantis de la familia Mantidae.

## Distribución geográfica
Se encuentra en Arabia Saudita.